# آلن فلمینگ هارتلی
آلن فلمینگ هارتلی (انگلیسی: Alan Hartley؛ ۲۴ اکتبر ۱۸۸۲ – ۷ دسامبر ۱۹۵۴) فرد نظامی اهل بریتانیا بود. وی همچنین برندهٔ جوایزی همچون نشان حمام شده‌است.